# 一色三順
一色三順（イーソーサンシュン、イッショクサンジュン）とは、麻雀のローカル役のひとつ。同色の同一順子を3組揃えた時に成立する。ルールにより門前に限り2飜または3飜とする場合と、門前で2飜、食い下がりで1飜、または門前で3飜、食い下がりで2飜にするルールがある。

## 概要
一盃口に同一順子をもうひとつ加えた和了形である。門前の場合の牌の構成は三連刻と同じになるが、どちらに解釈するほうが点数が高くなるのかは一概には言えない。中国麻雀においては正規の24点役一色三同順として健在だが、日本ではローカルルール扱いである。

## 牌姿の例
（例）純チャンが絡むケース
 ロン
萬子の部分を111,222,333として三連刻2飜+三暗刻2飜と解釈するよりも、123,123,123として一色三順3飜+純チャン3飜とするほうが高くなる。ツモっても結果は変わらない。
（例）対々和が絡むケース
 ロン
こちらは逆に一色三順3飜と解釈するよりも、三連刻2飜+三暗刻2飜+対々和2飜とする方が高くなる。ツモった場合は役満の四暗刻が成立してさらに高くなる。
（例）両方が絡むケース
 ロン
三連刻2飜+三暗刻2飜+対々和2飜と解釈しても、一色三順3飜+純チャン3飜と解釈しても6飜となる。符は前者の方が高いがどちらに計算しても跳満であり結局同じ点数になる。ツモれば上の例と同じく四暗刻が成立して役満。